# 唐纳德·惠斯顿
唐纳德·惠斯顿（英語：Donald Whiston，1927年6月19日—2020年7月11日），美国男子冰球运动员，场上位置是守门员。他曾代表美国国家队参加1952年冬季奥林匹克运动会冰球比赛，获得一枚银牌。